# ساندرو هنريكي ألفيس سواريس
ساندرو هنريكي ألفيس سواريس (بالبرتغالية: Sandro Henrique Alves Soares‏) (3 أبريل 1992 بالبرازيل - ) هو لاعب كرة قدم برازيلي في مركز جناح ‏. لعب مع نادي سبورت ريسيفه.

## وصلات خارجية
- ساندرو هنريكي ألفيس سواريس على موقع إي إس بي إن إف سي (الإنجليزية)
- ساندرو هنريكي ألفيس سواريس على موقع قاعدة بيانات كرة القدم.إي يو (الإنجليزية)
- ساندرو هنريكي ألفيس سواريس على موقع Soccerway.com (الإنجليزية)